# خولیو ناوارو (اخترفیزیکدان)

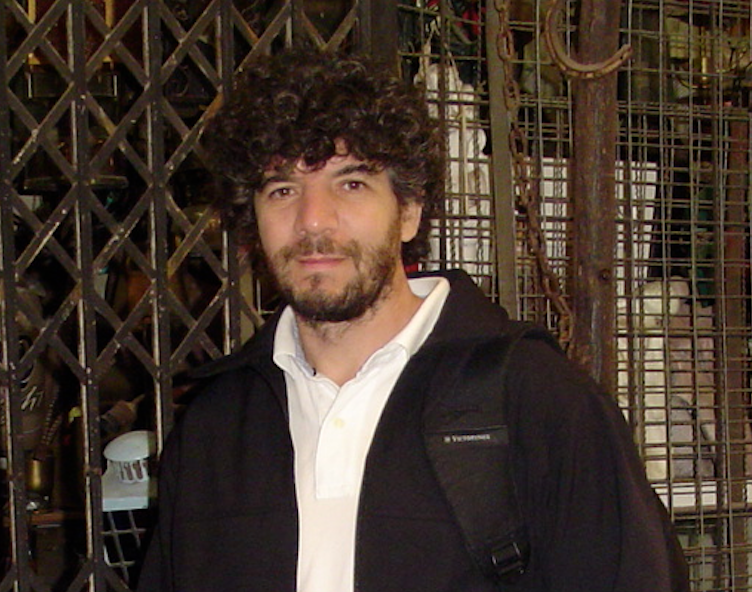
خولیو ناوارو، فیزیک‌دان و ستاره‌شناس آرژانتینی - ۲۰۱۴

 خولیو ناوارو (انگلیسی: Julio Navarro؛ زادهٔ ۱۹۶۲ در شهر سانتیاگو دل استرو) فیزیک‌دان و ستاره‌شناس اهل آرژانتین است.